# Maguba Sirtlanova
Maguba Sirtlanova (em tártaro:  Мәгубә Хөсәен кызы Сыртланова) foi uma tenente sénior da formação aérea Bruxas da Noite. Pela sua prestação de serviço, foi premiada com o título de Heroína da União Soviética. Ela era de etnia tártara e membro do Partido Comunista da União Soviética a partir de 1941.

## Pós-guerra e Prémios
Após a Segunda Guerra Mundial, ela se aposentou da vida militar e trabalhou em uma fábrica em Kazan, de 1951 a 1962. Há uma rua com o nome dela, em Kazan, bem como um monumento e um ginásio. Ela faleceu no dia 1 de outubro de 1971, e foi enterrada no cemitério de Novo-Tatar Sloboda.

### Prémios
- Heroína da União Soviética[4]
- Ordem de Lenin
- Duas Ordens do Estandarte Vermelho[5][6]
- Ordem da Guerra Patriótica de 2ª Classe[7]
- Ordem da Estrela Vermelha[8]
- várias medalhas de campanha e comemorativas